# 義大利青黴
義大利青黴（學名：Penicillium italicum）是青黴屬的一種真菌，常感染採收後的柑橘果實，造成青黴病（blue mold）。本種真菌以分生孢子感染柑橘果實上的傷口，其分生孢子可生存在土壤中長達一年，大小約3-5 x 2-3微米，最適合的發病溫度約為攝氏24度。避免柑果因擠壓而出現傷口，並隨時清除掉落在果園地上的柑果，有助於防治其感染。